# Theodor Amfaldern
Theodor Amfaldern (* 26. Oktober 1885 in Erkelenz; † 23. Februar 1960 in Düsseldorf) war ein deutscher Jurist und Vorkämpfer der Entwicklung der Zellwolle.

## Leben
Nach dem Schulabschluss mit Reifezeugnis am Gymnasium besuchte Theodor Amfaldern die Universitäten Heidelberg, München und Bonn, um Rechtswissenschaften zu studieren. 1913 wurde er Justiz-Assistent und war bis 1917 als Rechtsanwalt in Mönchengladbach tätig. Im März 1915 erfolgte eine Einberufung zum Militärdienst im Ersten Weltkrieg. Von Oktober 1915 bis Februar 1918 war er im Kriegsministerium in Berlin tätig. In dieser Zeit war er Geschäftsführer des Verbandes Rheinisch-Westfälischer Baumwollspinner und im Anschluss Geschäftsführer des Arbeitsausschusses des deutschen Baumwollspinner-Verbandes. Als solcher vertrat er das Deutsche Reich auf den internationalen Baumwollspinner-Kongressen in Stockholm (1922) und Wien (1925). Später ging dieser Arbeitsausschuss in der Fachgruppe Baumwollspinnerei in Berlin auf.
1919 erfolgte die Zulassung von Theodor Amfaldern als Rechtsanwalt und Syndikus am Kammergericht Berlin.
1942 verwaltete er als Rechtsanwalt die Tuchfabrik Lörrach AG, vormals Friedrich vom Hove & Co. in Lörrach aufgrund von Teilverschuldung.

## Familie
Theodor Amfaldern war seit 1914 verheiratet und hatte zwei Kinder. Er lebte mit seiner Familie in Berlin-Nikolassee, von-Luck-Str. 10 und starb im 75. Lebensjahr in Düsseldorf.

## Werke (Auswahl)
- Die Veränderungen in den wirtschaftlichen und finanziellen Grundlagen des Deutschen Baumwollgewerbes seit Kriegsende (= Weltwirtschaftliche Gesellschaft (Münster (Westf))), Schriftenreihe, Heft 7, Leipzig, Quelle & Meyer, 1926.
- Die Baumwollspinnerei. In: Nauticus, 19. Jahrgang (1928), Berlin, S. 28–60.